# Charles E. Kelly
Charles E. Kelly soprannominato "commando Kelly" (Pittsburgh, 23 settembre 1920 – Pittsburgh, 11 gennaio 1985) è stato un militare statunitense.
È stato un soldato dello United States Army decorato con la più alta onorificenza degli Stati Uniti d'America, la Medal of Honor per le sue azioni nel corso della seconda guerra mondiale.
Si arruolò nel maggio 1942, e a partire dal 13 settembre 1943 servì in qualità di caporale nella compagnia L 143rd Infantry Regiment, 36th Infantry Division.
Dopo aver preso parte a diverse attività di pattugliamento, nei pressi del paese campano di Altavilla, si adoperò per difendere un deposito di munizioni da un preponderante attacco tedesco. Tenne la posizione prima dietro e successivamente all'interno dell'edificio per tutta la notte. Quando fu necessario procedere all'evacuazione, decise di rimanere fino a quando le operazioni di evacuazione vennero espletate, e soltanto al completamento di queste decise di ritornare alla sua unità. Per questa azione, cinque mesi dopo, il 18 febbraio 1944, venne decorato con la medaglia d'onore del Congresso.

## Onorificenze
| Controllo di autorità | VIAF (EN) 12223099 · ISNI (EN) 0000 0003 8585 3979 · LCCN (EN) nr98043638 |